# Ari-Pekka Nikkola
Ari-Pekka Nikkola (Kuopio, 16 mei 1969) is een voormalig Fins schansspringer. 

## Carrière
Nikkola behaalde zijn grootste succes als onderdeel van de Finse ploeg in de landenwedstrijd, hij werd zowel in 1988 als in 1992 olympisch kampioen in de landenwedstrijd en viermaal wereldkampioen. Nikkola zijn grootste individuele prestatie was het winnen van het wereldbekerklassement in het seizoen 1989-1990. Nikkola won verder een zilveren en een bronzen medaille op de wereldkampioenschappen op de kleine schans.

## Belangrijkste resultaten

### Olympische Winterspelen
| Editie | Plaats      | Kleine schans | Grote schans | Landenwedstrijd |
| ------ | ----------- | ------------- | ------------ | --------------- |
| 1988   | Calgary     | 15e           | 16e          | Gouden medaille |
| 1992   | Albertville | 53e           | 30e          | Gouden medaille |
| 1994   | Lillehammer | 16e           | 22e          | -               |
| 1998   | Nagano      | 15e           | 31e          | 5e              |

### Wereldkampioenschappen schansspringen
| Editie | Plaats        | Kleine schans | Grote schans | Landenwedstrijd |
| ------ | ------------- | ------------- | ------------ | --------------- |
| 1987   | Oberstdorf    | 6e            | 11e          | Goud            |
| 1989   | Lahti         | Zilver        | 4e           | Goud            |
| 1991   | Val di Fiemme | Brons         | 31e          | Zilver          |
| 1995   | Thunder Bay   | 23e           | -            | Goud            |
| 1997   | Trondheim     | 27e           | 4e           | Goud            |

### Wereldkampioenschappen skivliegen
| Editie | Plaats          | Klassering |
| ------ | --------------- | ---------- |
| 1990   | Vikersund       | 6e         |
| 1996   | Bad Mitterndorf | 6e         |

### Wereldbeker
Eindklasseringen
| Seizoen   | Algm   | 4S     |
| --------- | ------ | ------ |
| 1985/1986 | 47e    | 18e    |
| 1986/1987 | 10e    | 31e    |
| 1987/1988 | 19e    | -      |
| 1988/1989 | 5e     | 30e    |
| 1989/1990 | Goud   | 5e     |
| 1990/1991 | 5e     | 6e     |
| 1991/1992 | 12e    | 8e     |
| 1992/1993 | -      | -      |
| 1993/1994 | 13e    | 30e    |
| 1994/1995 | 8e     | 4e     |
| 1995/1996 | Zilver | Zilver |
| 1996/1997 | 12e    | 6e     |
| 1997/1998 | 29e    | 20e    |